# Canton de Pradelles
Le canton de Pradelles est une ancienne division administrative française, située dans le département de la Haute-Loire, en région Auvergne.

## Composition
Le canton de Pradelles groupait onze communes :
- Arlempdes : 133 habitants
- Barges : 77 habitants
- Lafarre : 63 habitants
- Landos : 907 habitants
- Pradelles (chef-lieu) : 580 habitants
- Rauret : 179 habitants
- Saint-Arcons-de-Barges : 121 habitants
- Saint-Étienne-du-Vigan : 101 habitants
- Saint-Haon : 315 habitants
- Saint-Paul-de-Tartas : 207 habitants
- Vielprat : 50 habitants

## Histoire
Le canton a été supprimé en mars 2015 à la suite du redécoupage des cantons du département et les onze communes ont rejoint le canton du Velay volcanique.

## Représentation

### Conseillers généraux de 1833 à 2015
| Période              | Identité                                                            | Parti        | Qualité |
| -------------------- | ------------------------------------------------------------------- | ------------ | --- |
| 1833-1865 (décès)    | Louis Michel de Bouchareinc de Chaumeils de Lacoste (1798-1865)     |              | Propriétaire Maire de Pradelles (1855-1864) |
| 1865-1870 (décès)    | Jean-Denis de Frévol d'Aubignac de Ribains                          |              | Maire de Rauret |
| 1871-1890 (décès)    | Ludovic de Chaumeils de la Coste                                    | Droite       | Maire de Pradelles (1871-1877) |
| 16 juillet 1890-1892 | Bruo Emile Bouchareinc de Chaumeils de la Coste (fils du précédent) | Droite       | Capitaine au 33ème de ligne Propriétaire à Pradelles |
| 1892-1910            | Joseph Durand                                                       | Républicain  | Juge de paix Maire de Saint-Étienne-du-Vigan Député (1902-1914) |
| 1910-1940            | Marquis Raymond de Frévol d'Aubignac de Ribains                     | Conservateur | Propriétaire-exploitant, ingénieur agronome Maire de Rauret Membre de la Commission administrative départementale (1941-1942) Nommé conseiller départemental en 1942 |
|                      |                                                                     |              | |
| 1945-1949            | Henri Jouhannel (1905-1959)                                         | Rad.         | Agriculteur Maire de Landos |
| 1949-1955            | Jules Hilaire                                                       | dvd          | Négociant à Saint-Haon |
| 1955-1967 (décès)    | Maurice Hilaire                                                     |              | Maire de Pradelles (1953-1965) |
| 1967-1973            | René Allary                                                         | RI           | Notaire à Pradelles |
| 1973-1979            | Joseph Achard (1906-2006)                                           | dvd puis PS  | Propriétaire à Landos |
| 1979-1998            | Jean Allègre                                                        | UDF          | Gérant de société Maire de Landos |
| 1998-2004            | Guy Hilaire (1949-2021)                                             | dvd          | Chef d'entreprise Maire de Barges Président de la Communauté de communes du Pays de Cayres-Pradelles                                                                 |
| 2004-2011            | Marc Liabeuf                                                        | dvg          | Chef d'entreprise Maire de Pradelles (1998-2014) |
| 2011-2015            | Jean-Louis Reynaud                                                  | dvd          | Chef d'entreprise Maire de Landos |

### Conseillers d'arrondissement (de 1833 à 1940)
| Période                                  | Période | Identité               | Étiquette   | Qualité |
| ---------------------------------------- | ------- | ---------------------- | ----------- | --- |
| 1833                                     | 1836    | M. Odde-Duvillar       |             | Propriétaire au Puy                                                                                         |
| 1836                                     | 1842    | M. Bonhomme de Pigeyre |             | Propriétaire à Saint-Arcons-de-Barges                                                                       |
| 1842                                     | 1848    | M. Sauret de Labastide |             | Propriétaire à Vielprat                                                                                     |
|                                          |         |                        |             | |
| 1883                                     |         | Arthur Alirol          | Républicain | Médecin à Pradelles                                                                                         |
|                                          |         |                        |             | |
| 1901                                     | 1913    | Léon Frévol            | Républicain | Notaire, conseiller municipal de Pradelles                                                                  |
| 1913                                     | 1919    | M. Arnaud              |             | |
| 1919                                     | 1925    | Raymond de Ribains     |             | Conseiller municipal de Rauret                                                                              |
| 1925                                     | 1937    | Adrien Grasset         |             | |
| 1937                                     | 1940    | M. Robert              |             | |
| 1940                                     |         |                        |             | Les conseils d'arrondissement ont été suspendus par la loi du 12 octobre 1940 et n'ont jamais été réactivés |
| Les données manquantes sont à compléter. |         |                        |             | |

## Démographie
| 1962  | 1968  | 1975  | 1982  | 1990  | 1999  | 2006  | 2011  | 2012  |
| ----- | ----- | ----- | ----- | ----- | ----- | ----- | ----- | ----- |
| 5 369 | 4 745 | 4 071 | 3 554 | 3 157 | 2 788 | 2 835 | 2 817 | 2 812 |